# Polská národní katolická církev
Polská národní katolická církev (anglicky: Polish National Catholic Church), zkráceně PNCC, je křesťanská církev hlásící se ke starokatolickému hnutí. Tato církev působí v USA a Kanadě.
PNCC vznikla v 19. století působením přistěhovalců z Polska. V roce 2003 vystoupila z Utrechtské unie starokatolických církví. Polskokatolická církev v Polsku je její sesterská církev, je však na rozdíl od PNCC v Utrechtské unii. V morálních otázkách je církev konzervativní, do duchovní služby také nesvětí ženy. Dělí se na pět diecézí: Buffalo-Pittsburgh, Central, Eastern, Western a Kanada. Má 127 farností.